# Katedralskolan i Åbo
Katedralskolan i Åbo, smeknamn Kattan, har sina rötter i en katedralskola som tros ha anlagts omkring år 1276 i anslutning till Åbo domkyrka. Den var Finlands första skola och fungerade då i utrymmen i kyrkans ringmur. Bland annat Mikael Agricola har varit rektor för Katedralskolan.

## Historia
Eleverna, som kallades djäknar, kom från ofta enkla förhållanden runtom i Finland, för att kunna i framtiden få en utkomst inom domkapitlet. För sitt uppehälle vid skolan ägnade de ferierna till djäknegång, då de vandrade kring på landsbygden och framförde fromma sånger mot allmosor. Dessa sånger, mestadels på latin, nedtecknades på 1500-talet och utgavs i slutet av 1500-talet som Piæ Cantiones, vilka fortfarande framförs runtom i Europa, bland annat som carols. Djäknarnas uppträdande torde dock ha varit mindre fromt, då det omkring 1600 utfärdades en ordningsstadga som förbjöd dryckenskap och allehanda oväsen i samband med djäknegången, vilket tydligen alltmer hade börjat förarga borgarskapet.
1630 ombildades skolan till gymnasium, och tio år senare, 1640, bildades Finlands första universitet, Kungliga Akademien i Åbo, som en direkt fortsättning på skolan. (Det universitetet flyttades 1827 till Helsingfors och blev Helsingfors universitet, alltså inte att förväxla med Åbo Akademi, som grundades 1918). Själva skolan fick nya utrymmen i domkyrkomuren. Efter Åbo brand 1827 verkade skolan i Raumo några år. 1830 omorganiserades skolorna i Åbo totalt och ett skilt gymnasium grundades, medan den lägre undervisningen fortsatte i Katedralskolan, som snart därefter fick namnet Högre Elementarläroverket. Bägge skolorna flyttade 1830 in i ett nyrenovrerat hus vid Gamla Stortorget, som tidigare hyst hovrätten. Ombyggnaden planerades av C.L. Engel, bredvid Brinkalahuset, där julfriden fortfarande högtidligt utlyses varje julaftonsdag.
1872 var det igen dags för skolreformer, och de bägge skolorna slogs ihop och fick namnet Svenska Klassiska Lyceum, eller Classicum. På 1930-talet hade de svenskspråkiga eleverna i Åbo minskat såpass, att Classicum 1938 hade bara 127 elever. Lösningen blev att ett av de fyra övriga svenskspråkiga läroverken i Åbo, Reallyceet, sammanslogs med Classicum. 1971 sammanslogs Åbo svenska flicklyceum med Classicum, och i samband med grundskolereformen 1976 återuppstod det traditionstyngda namnet Katedralskolan, som är en grundskola, och i samma byggnad ett gymnasium, Gymnasiet Katedralskolan i Åbo.
Den fungerar idag som en gymnasieskola med humanistisk inriktning och har i olika sammanhang också varit en föregångare vid olika reformer.
Våren 2012 fick Katedralskolan bäst resultat i studentskrivningarna av de svenska gymnasierna i Finland, femte bäst nationellt.
Skolbyggnaden renoverades 2015–2016; skolan inhystes i Juhana Herttuan koulu och Topeliusskolan från hösten 2014. Renoveringen blev klar till skolans 740-årsjubileum den 18 november 2016, med inflyttning till vårterminen.